# Scaphyglottis jimenezii
Scaphyglottis jimenezii är en orkidéart som beskrevs av Rudolf Schlechter. Scaphyglottis jimenezii ingår i släktet Scaphyglottis och familjen orkidéer. Inga underarter finns listade i Catalogue of Life.